# Dusona thomsoni
Dusona thomsoni là một loài tò vò trong họ Ichneumonidae.